# Моше де Леон
Моше де Леон (бл. 1250, Гвалдахара — † 1305, Аревало), відомий також як Моше бен-Шем-Тов (івр. משה בן שם - טוב די - ליאון) — іспанський рабин і кабаліст, який вважається автором або укладачем Зоару. Інші його роботи включають Сефер ха-Рімон, написаний на івриті.

## Життєпис
Народився в Гвалдахарі (Іспанія) і провів 30 років тут і у Вальядоліді до переїзду в Авілу, де прожив все своє життя. Помер в Аревало в 1305 році, коли повертався до себе додому.

## Творчість
Мойсей був знайомий з філософами середньовіччя і з усією містичною літературою, в тому числі з Трактатом про Ліву Еманацію Р. Ісаака Яків Ха-Кохена і знав та використовував праці Соломона Ібн Габірола, Ієгуди ха-Леві, Маймоніда, та інші. Він знав, як зачарувати блискучими і яскравими фразами, не висловивши чітко визначеної думки. Поспіль написав кілька містичних і кабалістичних робіт. Книга Сефер ха-Рімон, написана в 1287 році і досі збережена в рукописі, присвячена Тодросу ха-Леві Абулафію. У 1290 він написав Ха-Нефеш ха-Хакхамах (Ha-Mishqal), який показує ще більш кабалістичні тенденції. Шекелі ха-кодеш (написана в 1292), ще одна книга того ж роду, присвячена Тодросу ха-Леві Абулафію. В Мішкан ха-Едут, або Сефер ха-Содот, закінченій в 1293 році, він трактує небеса і пекло, опісля пише апокрифічні Книга Еноха, Спокутування.
Наприкінці XIII століття Моше де Леон написав або накопичив кабалістичний мідраш до П'ятикнижжя, повен містики, алегорій, і приписував його Шимону Бар Йохаю. Робота, написана арамейською мовою, озаглавлена Мідраш де Раббана Шимона бен Йохая, відоміша як Зогар. Історія свідчить, що після смерті Моше де Леона багатий чоловік із Авіла запропонував вдові, яка залишилася без засобів на існування, велику суму грошей за оригінал, з якого її чоловік зробив копію, і що вона потім зізналася, що її чоловік сам автор роботи. Вона запитувала Моше де Леона, свого чоловіка, чому він присвоює це вчення не собі, а Шимону Бар Йохаю. Той завжди відповідав, що присвоєння книги Шимону Бар Йохаю дасть великі прибутки.